# Sánkfalvai Antal
Sánkfalvai Antal (? – Nyitra (?), 1500. május végén) nyitrai püspök.

## Élete
Gömör vármegyei nemes családból származott, kánonjogi doktor. Vitéz János pártfogásával került Mátyás király udvarába, ahol a diplomáciai kar egyik jeles képviselője volt.
1463-1486 között váradi, 1482-1484 között váci kanonok, 1468-1498 között pozsonyi prépost. Követ volt Lengyelországban, Rómában, Milánóban és Nápolyban. 1491-1500 között nyitrai püspök. 1494-ben tartotta az utolsó nyitrai zsinatot. 
1496-ban a budai országgyűlésen őt is beválasztották a kincstári számadások megvizsgálásával megbízott bizottságba.